# ماریو جنتا

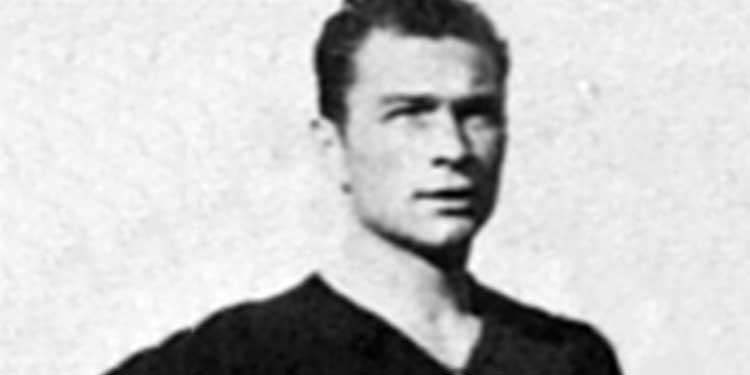
ماریو جنتا در دهه ۱۹۳۰

ماریو جنتا (به ایتالیایی: Mario Genta) بازیکن فوتبال و اهل ایتالیا است که از سال ۱۹۳۸ میلادی عضو تیم ملی فوتبال ایتالیا بوده و در ۲ بازی ملی حضور داشته‌است. او در بازی‌های ملی‌اش گلی به ثمر نرساند.
ماریو جنتا آخرین بازی ملی خود را در سال ۱۹۳۹ میلادی انجام داد.